# Erland van Lidth de Jeude
 (décembre 2012).
Si vous disposez d'ouvrages ou d'articles de référence ou si vous connaissez des sites web de qualité traitant du thème abordé ici, merci de compléter l'article en donnant les références utiles à sa vérifiabilité et en les liant à la section « Notes et références ».
Erland van Lidth de Jeude est un acteur américain d'origine néerlandaise né le 3 juin 1953 à Hilversum, aux Pays-Bas et mort le 23 septembre 1987 à New York, connu aussi comme lutteur et chanteur d'opéra baryton-basse[réf. nécessaire].

## Biographie
Erland Van Lidth de Jeude est né à Hilversum, aux Pays-Bas, et a rejoint les États-Unis avec sa famille en 1958, où ils ont habité à Orange, New Jersey (jusqu'en 1960), puis Stamford, Connecticut (1960–1962), Ridgefield, Connecticut (1962–1970), et à Mont Vernon, New Hampshire (1970–1973).
Après avoir suivi des études d'informatique à l'Institut technologique du Massachusetts il obtient un diplôme en informatique et génie électrique en 1977.
Pendant ses études il fait partie de la fraternité d'étudiants Beta Theta Pi.
Il se distingue aussi en lutte ainsi qu'au théâtre, son plus grand succès étant dans  Le forum en folie où il incarne le rôle de Miles Gloriosus.
Après ses études il travaille comme informaticien à Manhattan tout en se préparant pour les Jeux Olympiques d'été de 1976 à Montréal où il est remplaçant dans l'équipe de lutte des États-Unis.
Sa préparation pour les Jeux olympiques d'été de 1980 à Moscou est interrompue lorsque les États-Unis ont boycotté l'événement. Il a également remporté une médaille de bronze lors d'une rencontre internationale à Téhéran en 1978.
Son physique imposant (1,98 m et 170 kg) l'amène à être remarqué dans le club d'athlétisme de New York par un directeur de casting, ce qui lui offre son premier rôle au cinéma, le redoutable "Terror", chef de la bande des Baldies dans le film Les Seigneurs de Philip Kaufman, en 1979.
Il poursuit sa carrière au cinéma sans abandonner ses études d'informatique et continue l'opéra en chantant régulièrement à l'Amato Opera de New York.
Il poursuit sa carrière cinématographique notamment dans Faut s'faire la malle avec Richard Pryor et Gene Wilder.
Erland joue ensuite avec Arnold Schwarzenegger dans ce qui sera son dernier film Running Man où il joue le rôle de Dynamo, un sadique qui prend plaisir à électrocuter ses victimes. Ce rôle lui permet aussi d'utiliser ses talents de chanteur.

## Mort
Erland Van Lidth De Jeude meurt d'une insuffisance cardiaque le 23 septembre 1987, quelques mois après la fin du tournage de Running Man. Il avait 34 ans.

## Vie privée
Erland van Lidth de Jeude a épousé Annette Friend le 22 septembre 1986, avec qui il aura un fils, Christiaan.
Son frère Philip van Lidth de Jeude, qui a joué dans un film néerlandais  pour enfants Abeltje (réalisé en novembre 1998), et sa sœur Philine van Lidth de Jeude sont aussi des chanteurs d'opéra.
Il est issu d'une famille noble des Pays-Bas, les Van Lidth de Jeude et pouvait prétendre au titre de Jonkheer.

## Filmographie complète
- 1979 : Les Seigneurs (The Wanderers) :  Terreur
- 1980 : Faut s'faire la malle (Stir crazy) : Grossberger
- 1982 : Dément (Alone in the Dark) : Ronald 'Fatty' Elster (crédité comme Erland van Lidth)
- 1987 : Running Man : Dynamo (crédité comme Erland van Lidth)